# Alberto Blanco Alonso
Alberto Blanco Alonso (Medina de Rioseco, Valladolid, 10 de octubre de 1990), conocido deportivamente como Tuco o Albertuco, es un jugador español de rugby que se desempeña como pilier y que juega para el VRAC Quesos Entrepinares de la Division de Honor. Además de competir con su club en España, es internacional absoluto con la Selección Española, donde acumula un total de 23 caps.
Además de dedicarse al rugby, es licenciado en Administración y Dirección de Empresas y trabaja en el departamento de contabilidad de Queserías Entrepinares, el patrocinador principal del club.
Su hermano, Francisco Blanco, también juega al rugby en el mismo club, el VRAC Quesos Entrepinares.